# Thorsten Quaeschning
Thorsten Quaeschning (Berlijn, 23 februari 1977) is een Duits multi-instrumentalist. Hij bespeelt allerlei (elektronische) toetsinstrumenten, dwarsfluit, slagwerk en is daarnaast componist en geluidstechnicus.

## Carrière
Zijn debuutalbum, getiteld Minority, komt uit in 1994. Zijn bekendheid stijgt als hij gedurende de jaren 90 van de twintigste eeuw deel gaat uitmaken van een van de belangrijkste Duitse bands op het gebied van elektronische muziek: Tangerine Dream. De band draaide toentertijd rond Edgar Froese en Quaeschning maakt afwisselend deel uit van de band, wanneer er muziekalbums opgenomen worden. Vanaf 2003 heeft hij ook zijn eigen soloband: Picture Palace Music, dat meerdere albums heeft uitgegeven.
Na het overlijden van Edgar Froese in 2015, werd Quaeschning hoofd van Tangerine Dream.

## Albums onder eigen naam
- In 2017 bracht hij met Tangerine Dream-collega Ulrich Schnauss Synthwaves uit
- In de zomer 2019 verscheen van hem The Munich sessions; een livealbum/track van 55:15 lengte, opgenomen op 24 mei 2019 tijdens het Nazareth Church Ambient Waves Festival in München
- In oktober 2019 volgde The seaside stage session, een livealbum/track van 44 minuten in acht delen, opgenomen 9 mei 2019 in Berlijn; samenwerking met Paul Frick
- In maart 2020 volgde The Capitol sessions, een livealbum met een lange track (75:33), onderverdeeld in acht secties, opgenomen tijdens een concert op 25 november 2019 in Zeil am Main, Capitol Theater; eerste uitgave was per abuis in mono; enkele maanden later volgde de stereoweergave
- In december 2020 volgden Ballhaus session en Autokino session, samen op één compact disc. De eerste negen aaneengesloten tracks (38:25) zijn opgenomen tijdens een concert op 26 januari 2019 in het Ballhaus Rixdorf, Berlijn ter gelegenheid van de Edgar Froese memorial day; de overige negen tracks zijn opgenomen tijdens een concert op het Volksfestplatz, Ingolstadt, 4 juni 2020
- In de zomer van 2021 volgden digitale albums (downlaod) van de filmmuziek behorende bij Miley van Thomas Wimmer en Was nicht sein darf van Andreas Bernhardt)
- In voorjaar 2022 bracht hij een digitaal album uit op een USB3-stick onder de titel Behind closed doors, verwijzing naar de coronapandemie.

### Ama
In juli 2021 gaf hij het album Ama (76 minuten) uit; een choreografisch eerbetoon van Yoriko Maeno en Quaesching aan de Japanse parelduikers Ama’s, de cultuur dreigt volgens beiden na 3000 jaar verloren te gaan door de klimaatverandering;
- tracks: 1: Der Leuchturm in der schwarzen Strömung (14:21), 2: Blauer Horizont, blaues Meer (5:26), 3: Jetzt und hier (8:28), 4: Nieselregentropfen (11:47), 5: Den ganze Tag: Schönwetterwolken (6:16), 6: Nachttauchgang am Verheirateten Festen (15:08), 7: Aus der Stille in das Licht (14:34); alle geschreven door Quaeschning, behalve track 5 door Quaesching en Jürgen Maeno;
- het album laat een afwisseling horen van elektronische muziek uit de Berlijnse School, muziek van Tangerine Dream (Quaesching is leider van die band) uit de 21e eeuw en ambient
- Quaesching bespeelt synthesizers, sequencers, elektrische gitaar, piano en levert de zangstem; Börn Sjollruud bespeelt de koto; opnamen vonden plaats in Berlijn (Townend Studio en The Shoppe)